# Sectie B
De Sectie B was een Duitse inlichtingen-, ontcijfering-, Enigmadienst en het opvangen van berichten. Ze werkten voornamelijk voor de Kriegsmarine tijdens de Tweede Wereldoorlog.
In het begin van 1943, namelijk rond februari kwam deze inlichtingendienst pas goed op gang, om de Duitse onderzeeërs in de Atlantische Oceaan en Middellandse Zee, inlichtingen te verstrekken. 'Sectie B' onderschepte de geallieerde radio- en morseseinen en decodeerde de geheime codes van de berichten. Zo werd op 27 februari 1943 het snelle konvooi HX227 verkend en aangevallen. Weldra verdwenen twee schepen onder water. Toen werd konvooi SC121 verkend, en de U-boten vernietigden dertien schepen met een totale tonnage van 62.198 ton.
Deze resultaten en andere successen brachten het totaal voor januari 1943 op 39 schepen - 201.128 ton aan scheepsruimte - en voor februari op 63 schepen met aan 359.328 ton scheepsruimte. Deze resultaten waren grotendeels te danken aan het werk van Sectie B van het opperbevel van de Kriegsmarine. Zo lang als er U-boten opereerden was die dienst druk in de weer met het opvangen en decoderen van geallieerde berichten, die gewisseld werden tussen de U-boten en tussen de boten en het hoofdkwartier. Beide zijden besteedden veel energie aan dit ingewikkelde maar belangrijke inlichtingenspel en zetten de knapste koppen ervoor in.
Een voorbeeld van hoe dit gespeeld kon worden, deed zich voor toen Sectie B de positie opgaf van konvooi HX228 dat regelrecht op een groep U-boten aanhield, maar dat er nog enkele honderden mijlen van verwijderd was. Bij een poging de vijand te slim af te zijn, stelde het U-boot-commando zich in zijn plaats - een methode die dikwijls gebruikt werd en goede resultaten opleverde. Het was een kat-en-muisspel tussen de Kriegsmarine en de geallieerden. De details van deze hersenstrijd zullen echter nooit bekend worden.